# Касситерит
Касситери́т (от др.-греч. κασσίτερος — олово) — минерал состава SnO2. Главный рудный минерал для получения олова. Теоретически, касситерит содержит 78,62 % Sn по массе. Образует отдельные, часто хорошо образованные кристаллы, зёрна, прожилки и сплошные массивные агрегаты, в которых зёрна минерала достигают в размере 3—4 мм и более.

## Название
Само по себе название «касситери́т» унаследовано от эллинской культуры. Ещё за десять веков до нашей эры финикийцы, а следом за ними и древние греки доставляли оловянную руду с Британских островов, называвшихся в те времена Касситеридами. Устаревшие синонимы — оловянный камень, жильное олово, речное олово, аллювиальное олово.

## Кристаллографические свойства

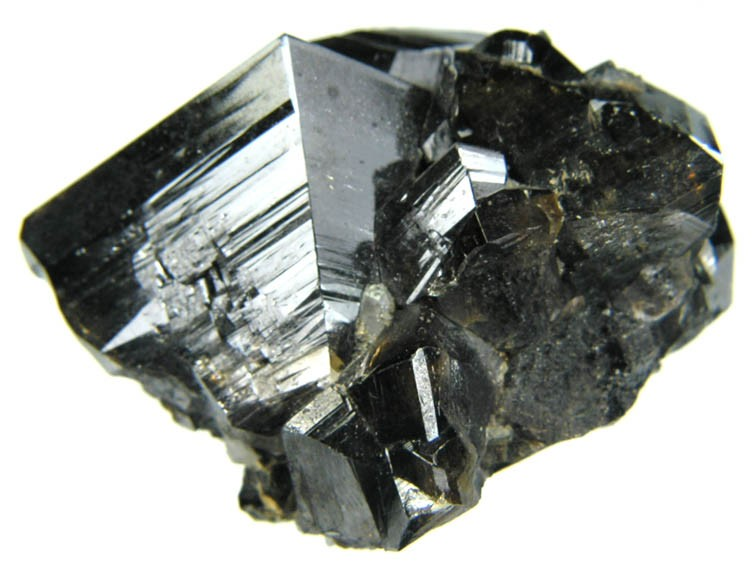
Кристаллы касситерита

Касситерит кристаллизуется в тетрагональной сингонии, пространственная группа P 42/mnm, параметры ячейки a = 0,4718 нм, c = 0,3161 нм, Z = 2. Кристаллическая структура аналогична рутилу. Основу его структуры составляют октаэдры SnO6, сцепленные противоположными рёбрами в колонки, простирающиеся параллельно оси С кристалла и соединяющиеся между собой вершинами. Октаэдры SnO6 имеют симметрию D2h и характеризуются расстоянием между атомами О и Sn, в среднем равным 2,08 Å. Кристаллы дипирамидального, таблитчатого или столбчатого облика, главные простые формы (110), (010), (120), (230), (111), (133) и др. Грани призм имеют вертикальную штриховку. Характерны коленчатые двойники по (011).

## Геолого-минералогические свойства

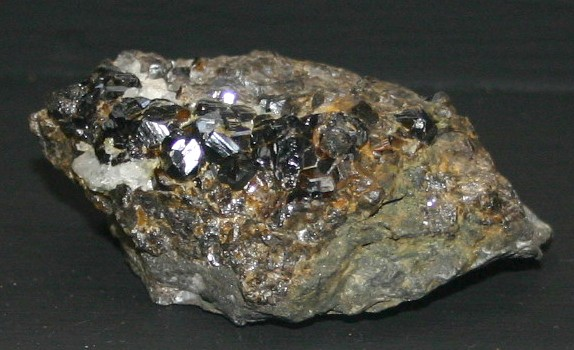
Кристаллы касситеритовой оловянной руды

«Деревянистое олово» — скрытнокристаллическая разновидность касситерита, образует желваки и другие натёчные формы, обладающие концентрически зональным строением. Цвет минерала колеблется от бесцветного прозрачного до тёмно-коричневых и чёрных оттенков. Бесцветные разновидности имеют стехиометрический состав. Все окрашенные разновидности обладают недостатком Sn и O, связанного с изоморфными замещениями олова другими элементами — Ti+4, Nb+4, Nb+5, Ta+5, Fe+3, Cr+3, Cr+5, V+4, W+6. Набор элементов-примесей тесно связан с геологическими особенностями формирования месторождения.
Существенное влияние на кристаллизацию касситерита оказывают минерализаторы O, H, Cl, F, B, участие которых и в переносе олова считается доказанным. Основная масса элементов-примесей в касситеритах находится в виде микровключений самостоятельных минералов. Однако определённая часть элементов-примесей входит в касситериты в изоморфной форме, замещая олово. Это относится прежде всего к таким элементам, как Nb, Ta, Ti, Fe+3, Mn+3. Так, Nb и Ta находятся в касситеритах как в изоморфной форме, замещая Sn в матрице минерала, так и в виде минеральных включений размером от 2 до 100 мкм (танталит-колумбит, микролит, ферсмит, ринерсонит), расположенных хаотично в объёме кристаллов.
Окраска и оптические свойства касситеритов обусловлены в значительной степени окрашенными микровключениями других минералов, но немалую роль в этом играют и изоморфные примеси, образующие оптически активные центры в структуре касситерита.
Основные формы выделения касситерита:
1. микровключения в других минералах;
2. акцессорные выделения минерала в породах и рудах;
3. сплошные или вкрапленные руды: игольчатые радиально-лучистые агрегаты (Приморье), колломорфные и криптокристаллические выделения и скопления (Приморье); кристаллическая форма — главная форма выделения касситерита. В России месторождения касситерита имеются на Северо-Востоке, в Приморье, Якутии, Забайкалье; за рубежом — в Малайзии, Таиланде, Индонезии, КНР, Боливии, Нигерии и др.

## Галерея изображений

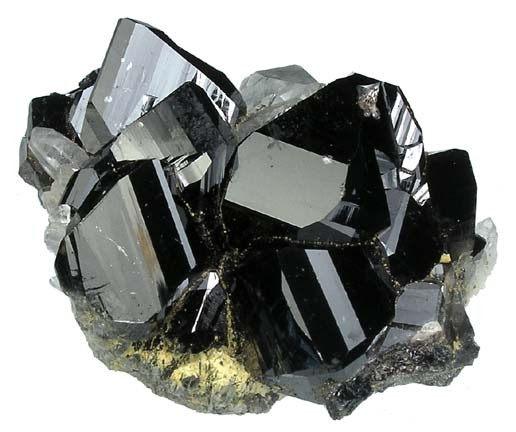
Кристаллы касситерита
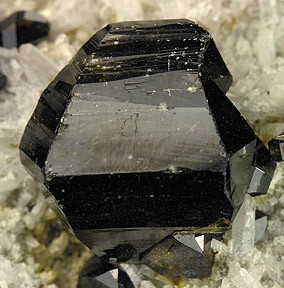
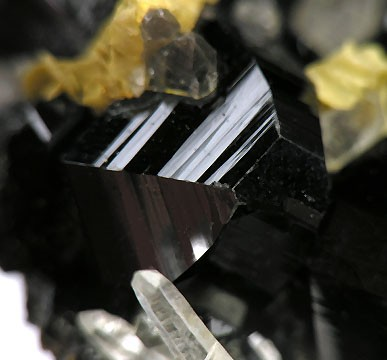
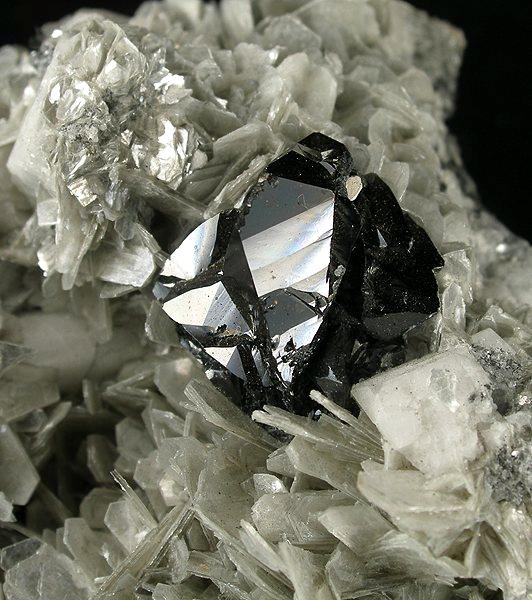
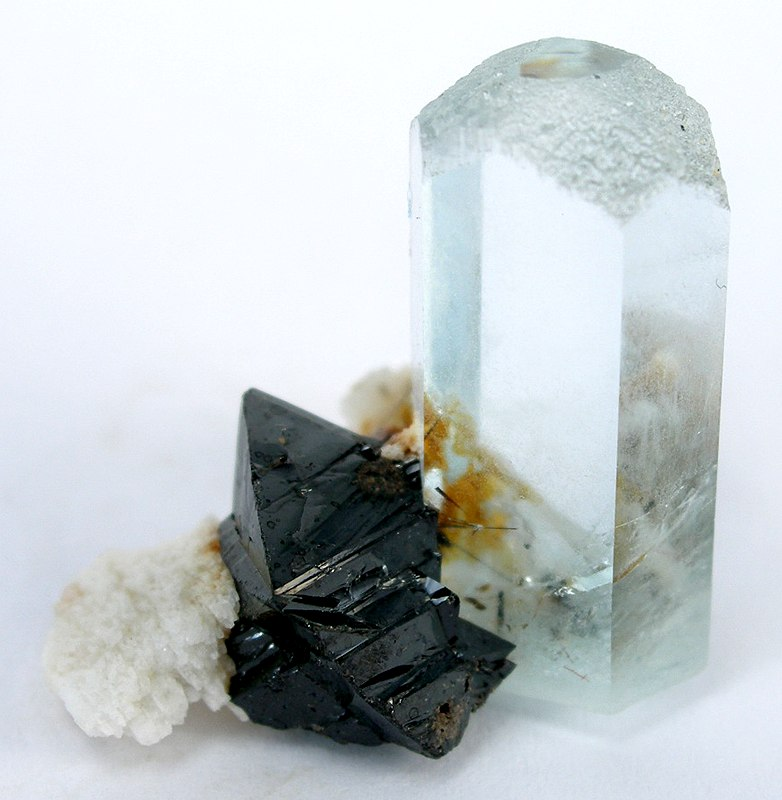
Кристаллы касситерита (тёмные)
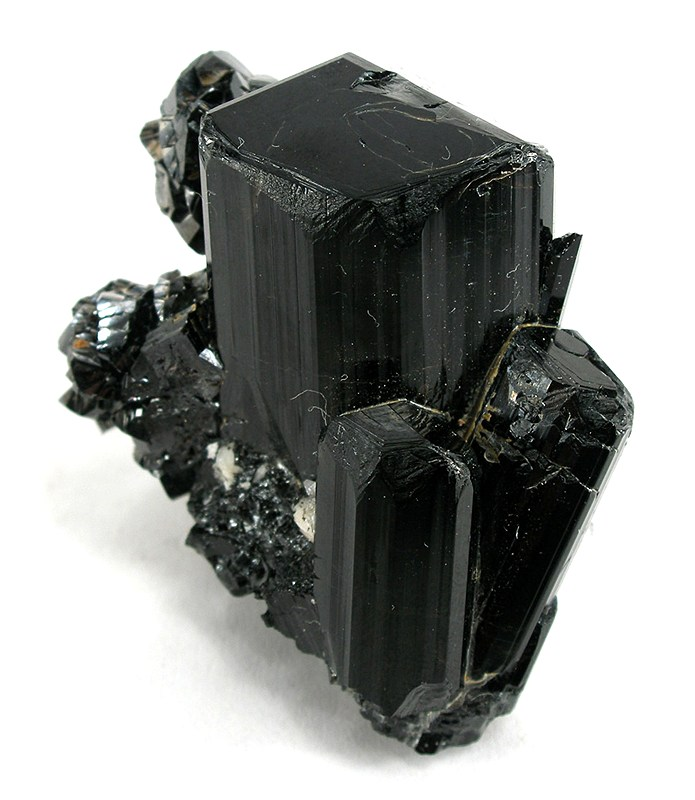
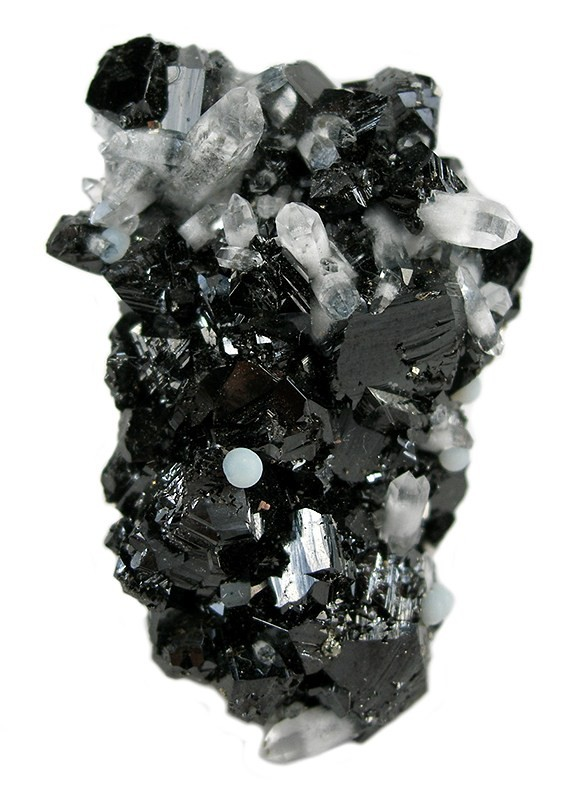
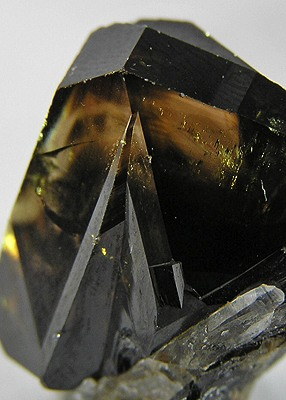
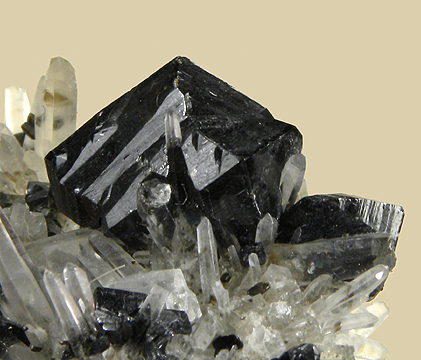
Касситерит и кварц
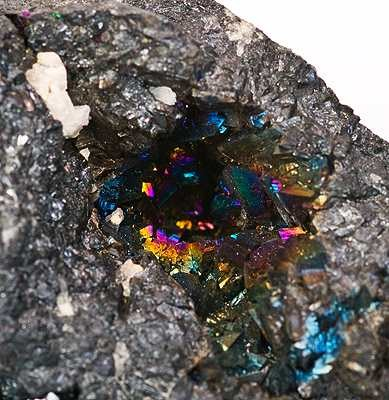